# سلمان زين الدين
سلمان زين الدين هو شاعر، وكاتب، وناقد لبناني، ويعمل أيضًا مفتشًا تربويًا صدرت له العديد من المؤلفات في الشعر والنثر والنقد الأدبي، وخاصة في مجال النقد الروائي، حيث تناول في دراساته النقدية الكثير من الروايات العربية، كما نشرت له العديد من المقالات بالصحف اللبنانية والعربية.

## مؤلفاته
كتب سلمان زين الدين العديد من المؤلفات التي تنوعت بين النصوص الشعرية، والرواية الطويلة، ومنها:
- القناديل والريح (شعر): صدرت عام 2009 عن دار نوفل للنشر.[5]
- زاد الطريق (شعر): صدر عام 2002.
- قفص الحرية: صدر عام 2007.[6]
- شهرزاد والكلام المباح (قراءات في الرواية النسوية): صدر عام 2010 عن الدار العربية للعلوم ناشرون ببيروت.[7]
- أقواس قزح: صدر عام 2011 عن دار نلسن للنشر بالسويد وبيروت.[8]
- ضمائر منفصلة: مجموعة شعرية صدرت عام 2015 عن دار نلسن في السويد وبيروت، واحتوت على 23 قصيدة جاءت في 175 صفحة من القطع المتوسط، وقام الفنان التشكيلي اللبناني أمين الباشا برسم لوحة الغلاف والرسوم الداخلية للكتاب.[9][10]
- دروب (شعر): صدر عام 2016 عن دار نلسن للنشر بالسويد وبيروت.[11][12]
- يا سادة يا كرام (دراسة نقدية): صدر عام 2017 عن دار منشورات ضفاف اللبنانية، ودار منشورات الاختلاف الجزائرية، ومكتبة كل شيء الفلسطينية، ودار كلمة للنشر بتونس ويتضمن قراءة نقدية في 60 رواية عربية.[13][14]
- أحوال الماء (شعر): صدر عام 2018 عن دار منشورات ضفاف ببيروت، ودار منشورات الاختلاف بالجزائر.[15]
- حين يروي شهريار (قراءة في 50 رواية عربية): صدر عن الدار العربية للعلوم ناشرون ببيروت.[16]
- بلغني أيها الملك السعيد (قراءة في رواياتهن): صدر عن الدار العربية للعلوم ناشرون ببيروت.[17]
- كان يا ما كان (قراءة في رواياتهم): صدر عن لدار العربية للعلوم ناشرون ببيروت.[18]
- في مهب الرواية (دراسة نقدية): صدر عام 2020 عن دار جامعة حمد بن خليفة للنشر بالدوحة، ويحتوي الكتاب على قراءات نقدية في 30 رواية عربية.[19][20]
- على ذمة الراوي العربي: صدر عن المؤسّسة العربية للدراسات والنشر عام 2024.
- على ذمة الراوي الأجنبي: صدر عن المؤسّسة العربية للدراسات والنشر عام 2024.[21]

## الجوائز
حصل سلمان زين الدين على عدد من الجوائز الأدبية، ومنها:
- جائزة سعيد فياض للابداع الشعري عام 2016م.[22]
- جائزة سعيد عقل للشعر عام 2015.[23]